# Сокільський замок
Сокільський замок — збудований у середині XVI століття князями Сокольськими на річці Стир.

## Власники
Раніше це була власність князів Збаразьких, потім родинний маєток Сокольських, які були бічною гілкою князів Четвертинських; у 1612 році належала князю Марку Сокольському, потім перейшла до князя Стефана Сокольського, і, нарешті, як посаг, через Олександру Сокольську, до Криштофа Боженця Яловицького, волковиського управителя. У 1714 році вона була власністю Дмитра Яловицького, новогрудського воєводи, потім Костянтина Єловецького, пінського управителя, у 1803 році Ігнація Єловецького, а за спадкоємством перейшла до родини Стемпковських.

## Архітектура, садиба
Родина Сокольських, ймовірно, збудувала оборонний замок, оточений земляними валами. Родина Стемпковських на місці старого замку збудувала гарний палац, від якого сьогодні немає жодних слідів. Від твердині збереглися лише залишки замкових валів.